# 274-й истребительный авиационный полк (первого формирования)
274-й истребительный авиационный полк (274-й иап) — воинская часть Военно-Воздушных сил (ВВС) Вооружённых Сил РККА, принимавшая участие в боевых действиях Великой Отечественной войны.

## Наименования полка

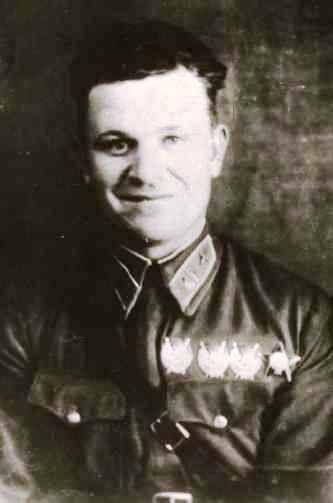
Командир полка Матюнин Виктор Артемьевич

- 274-й истребительный авиационный полк
- 737-й истребительный авиационный полк
- 168-й гвардейский истребительный авиационный полк
- 168-й гвардейский Краснознамённый истребительный авиационный полк
- 168-й гвардейский Краснознамённый авиационный полк истребителей-бомбардировщиков
- 168-й гвардейский Краснознамённый бомбардировочный авиационный полк
- Полевая почта 10287

## Создание полка
274-й истребительный авиационный полк создан 1 марта 1941 года в Северо-Кавказском военном округе на аэродроме ст. Тимошевская Краснодарского края  в составе 73-й смешанной авиадивизии на основе 38-й отдельной истребительной эскадрильи.

## Переформирование и расформирование полка
- 274-й истребительный авиационный полк, находясь на переформировании в Московском военном округе, 20 февраля 1942 года приказом по 2-му запасному истребительному авиационному полку переименован в 737-й истребительный авиационный полк.
- 737-й истребительный авиационный полк 5 февраля 1944 года за образцовое выполнение боевых задач и проявленные при этом мужество и героизм на основании Приказа НКО СССР[1] переименован в 168-й гвардейский истребительный авиационный полк.
- 168-й гвардейский Краснознамённый истребительный авиационный полк 15 декабря 1959 года переформирован в 168-й гвардейский Краснознамённый авиационный полк истребителей-бомбардировщиков[2][3].
- 168-й гвардейский Краснознамённый авиационный полк истребителей-бомбардировщиков в 1988 году переформирован в 168-й гвардейский Краснознамённый бомбардировочный авиационный полк.
- в связи с распадом СССР и реорганизацией ВВС 168-й гвардейский Краснознамённый бомбардировочный авиационный полк в 1992 году был расформирован в составе 34-й воздушной армии.

## В действующей армии
В составе действующей армии:
- с 29 декабря 1941 года по 29 января 1942 года

## Командиры полка
- майор Матюнин Виктор Артемьевич[5], 03.1941 — 09.1941
- полковник Кондрат Емельян Филаретович[5], 09.1941 — 05.1942
- майор Мазуркевич Анатолий Спиридонович (погиб)[5], 01.06.1942 — 13.07.1942
- подполковник Макаров Иван Герасимович (ВрИД)[5],14.07.1942 — 08.08.1942
- майор Варчук Николай Изотович (погиб)[5], 08.08.1942 — 21.09.1943
- майор Мусатов Фёдор Фролович (погиб)[5], 10.10.1943 — 20.08.1944
- майор Калинин Иван Семёнович[5], 26.08.1944 — 31.12.1945

## В составе соединений и объединений
| Период        | Фронт (округ)                   | армия      | дивизия (корпус)                              | примечание                                                         |
| ------------- | ------------------------------- | ---------- | --------------------------------------------- | ------------------------------------------------------------------ |
| 01.03.1941 г. | Северо-Кавказский военный округ | ВВС округа | 73-й смешанная авиационная дивизия            |                                                                    |
| 01.09.1941 г. | Северо-Кавказский военный округ | ВВС округа | 11-й запасной истребительный авиационный полк | МиГ-3                                                              |
| 16.09.1941 г. | Северо-Кавказский военный округ | ВВС округа |                                               | Тимашевская Краснодарского края, переучивание на ЛаГГ-3            |
| 16.09.1941 г. | Московский военный округ        | ВВС округа | 2-й запасной истребительный авиационный полк  | Сейма Горьковской области, ЛаГГ-3                                  |
| 29.12.1941 г. | Калининский фронт               | ВВС фронта | 31-я смешанная авиационная дивизия            | ЛаГГ-3                                                             |
| 06.02.1942 г. | Московский военный округ        | ВВС округа | 2-й запасной истребительный авиационный полк  | Сейма Горьковской области, доукомплектован личным составом, ЛаГГ-3 |
| 20.02.1942 г. | Московский военный округ        | ВВС округа | 2-й запасной истребительный авиационный полк  | ЛаГГ-3, переименован в 737-й иап                                   |

## Первая победа полка
Первая известная воздушная победа полка в Отечественной войне одержана 11 января 1942 года: парой ЛаГГ-3 (ведущий военинженер 3 ранга Гринчик А. Н.) в воздушном бою в районе с. Бахматово сбит немецкий разведчик Xs-126.

## Участие в сражениях и битвах
- Ржевская битва — с 29 декабря 1941 года по 6 февраля 1942 года
  - Ржевско-Вяземская операция — с 8 января 1942 года по 6 февраля 1942 года.
  - Сычёвско-Вяземская операция – с 8 января 1942 года по 6 февраля 1942 года.

## Отличившиеся воины полка
- Кондрат Емельян Филаретович, полковник, командир полка, Указом Президиума Верховного Совета СССР от 1 мая 1943 года удостоен звания Героя Советского Союза будучи командиром 2-го гвардейского истребительного авиаполка 215-й истребительной авиадивизии 14-й воздушной армии Волховского фронта, «Золотая Звезда» № 3780
- Варчук Николай Изотович, майор, командир 737-го истребительного авиационного полка 291-й штурмовой авиационной дивизии 2-й воздушной армии, Указом Президиума Верховного Совета СССР от 28 сентября 1943 года удостоен звания Героя Советского Союза. Посмертно.
- Пологов Павел Андреевич, майор, штурман 737-го истребительного авиационного полка 207-й истребительной авиационной дивизии 3-го смешанного авиационного корпуса 17-й воздушной армии 2 сентября 1943 года удостоен звания Герой Советского Союза. Золотая Звезда № 1724

## Статистика боевых действий
Всего за годы Великой Отечественной войны полком:
| Выполнено боевых вылетов | Сбито самолётов в воздухе | Уничтожено самолётов всего |
| ------------------------ | ------------------------- | -------------------------- |
| 9461                     | 164                       | 254                        |

Свои потери:
| Потеряно самолётов, всего | Погибло лётчиков всего | Погибло лётчиков в воздушных боях | Не вернулись с боевого задания | Погибло при налётах и прочие небоевые потери | Погибло в авиакатастрофах и умерло от ран |
| ------------------------- | ---------------------- | --------------------------------- | ------------------------------ | -------------------------------------------- | ----------------------------------------- |
| 130                       | 64                     | 21                                | 29                             | 5                                            | 9                                         |

## Самолёты на вооружении
| Период      | Самолёты |
| ----------- | -------- |
| 1941 — 1942 | МиГ-3    |
| 1941 — 1942 | ЛаГГ-3   |
| 1942 — 1944 | Як-1     |
| 1942 — 1944 | Як-7Б    |